# Geestemünde
Geestemünde is een stadsdeel van de Duitse stad Bremerhaven en maakt deel uit van de Vrije Hanzestad Bremen. Geestemünde ligt ten zuiden van de monding van de Geeste in de Wezer, die niet ver daarvandaan in de Noordzee mondt. Het centraal gelegen stadsdeel grenst in het noorden aan het stadsdeel Mitte en Lehe. In het oosten grenst het aan Schiffdorferdamm, in het zuidoosten aan Surheide en in het zuiden aan Wulsdorf en Fischereihafen. Het stadsdeel zelf is nog eens opgedeeld in vijf wijken: Bürgerpark, Geestemünde-Nord, Geestemünde Süd, Geestendorf en Grünhofe.

## Geschiedenis

### Geestendorf
Het dorpje Gestenthorpe werd in 1139 voor het eerst vermeld. Bij een nieuwe vermelding in 1614 heette het dorpje Geestendorf. Tijdens de middeleeuwen behoorde het dorp tot het Aartsbisdom Bremen. Na de Vrede van Westfalen behoorde het dorp van 1648 tot 1712 toe aan Zweden en daarna aan Denemarken, dat het in 1715 verkocht aan het Keurvorstendom Brunswijk-Lüneburg. Later kwam het gebied toe aan de Pruisische provincie Hannover. In 1813 telde het dorp 491 inwoners, maar dat steeg in 1850 naar 1071 en in 1885 zelfs naar 9404. Op 1 april 1889 werd Geestendorf verenigd met het naburige Geestemünde.

### Geestemünde

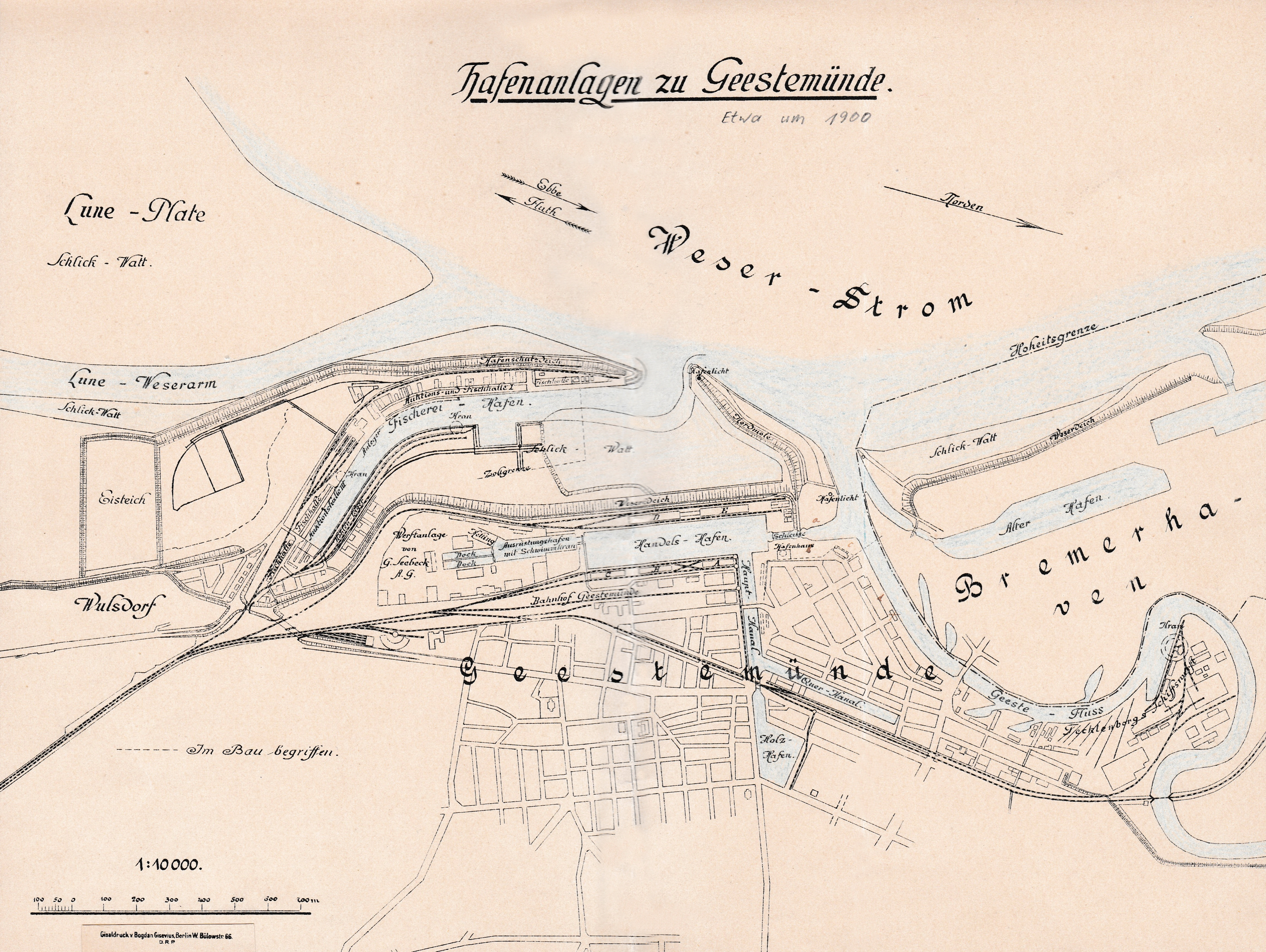
Kaart Geestemünde uit 1900

In 1827 verwierf Bremen een gebied ten noorden van de monding van de Geeste, waar ze een zeehaven bouwden, het latere Bremerhaen. Het Koninkrijk Hannover had havenblouwplannen in Lehe reeds afgewezen, maar wilde dan toch een haven om te concurreren met Bremerhaven. Het nieuwe havendorp kreeg in 1847 de naam Geestemünde. In 1848 woonden er 59 mensen in 15 huizen. Na de vereniging van Geestemünde en Geestendorf telde de nieuwe gemeente in 1889 15426 inwoners. Van 1890 tot 1894 werd er een nieuw gemeentehuis gebouwd met drie verdiepingen. In 1944 werd dit bij bombardementen verwoest. In 1913 keeg het dorp stadsrechten en werd een kreisfreie Stadt. In 1914 werd het treinstation geopend, het latere Bremerhaven Hauptbahnhof. In 1924 werd het naburige Wulsdorf ook bij de stad gevoegd. In 1924 verloor de stad zijn zelfstandigheid toen ze met Lehe verenigd werd in de nieuwe stad Wesermünde.
Tijdens de Tweede Wereldoorlog werd 75% van de stad verwoest. In 1947 werd Wesermünde overgeheveld naar de deelstaat Bremen. Geestemünde werd nu een stadsdeel van Bremerhaven en Wulsdorf dat voorheen tot Geestemünde behoorden werd nu een apart stadsdeel. In 1971 werd ook Fischereihafen een apart stadsdeel.